# Manuel Lettenbichler

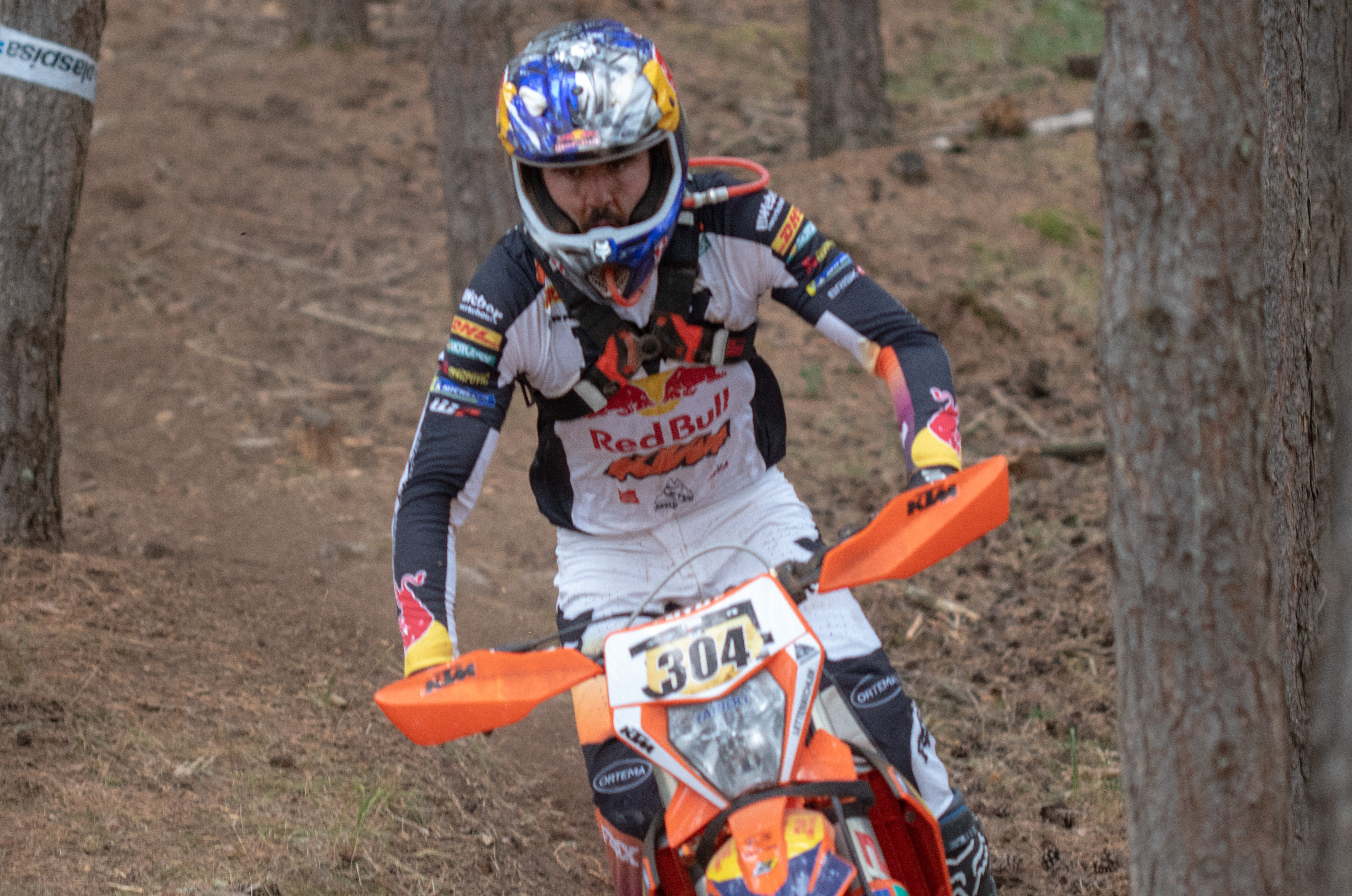
Manuel Lettenbichler 2023

Manuel Lettenbichler (* 30. April 1998 in Rosenheim) ist ein deutscher Endurosportler.

## Karriere
Manuel Lettenbichler fährt seit seinem fünften Geburtstag mit Trial-Motorrädern. Durch seinen Vater Andreas Lettenbichler kam er zum Endurosport.
Lettenbichler startete in der FIM-SuperEnduro-Junior-Weltmeisterschaft und wurde 2015 dritter in der Gesamtwertung. Ein Jahr später gewann er 2016 den Junior-Weltmeisterschaftstitel. Danach wechselte Lettenbichler in die World Enduro Super Series (WESS). Dort gewann er 2018 den Vize-Meistertitel und ein Jahr 2019 später auf einer KTM den Weltmeistertitel.
Lettenbichler gewann 2019, 2020, 2021, 2023, 2024 und 2025 mit seinem Team Red Bull KTM Factory Racing die Red Bull Romaniacs und 2019 das Getzenrodeo. 2022, 2023, 2024 und 2025 konnte er das ErzbergRodeo für sich entscheiden.
Überaus erfolgreich verliefen für ihn die Rennen der Hard Enduro WM in den Jahren 2022 und 2023. In beiden Jahren erreichte er den Weltmeistertitel, wobei er in der Saison 2023, 2024 alle der sechs Wertungsläufe gewann.